# Dolichopeza (Dolichopeza) graeca
Dolichopeza (Dolichopeza) graeca is een tweevleugelige uit de familie langpootmuggen (Tipulidae). De soort komt voor in het Palearctisch gebied.